# الأيونوسفير المرجعي الدولي
الأيونوسفير المرجعي الدولي (بالإنجليزية:International Reference Ionosphere) هو مشروع علمي دائم مشترك من لجنة أبحاث الفضاء والاتحاد الدولي لعلوم الراديو كان بين عامي 1968-1969. كان هذا نموذج تجريبي للمعاير الدولية لليونوسفير الأرضي منذ عام 1999.

## روابط خارجية
- الموقع الرسمي